# 汪士鍠
汪士鍠（？—？），一稱汪士湟，江南休寧人，清朝政治人物。
副榜贡生出身，乾隆元年（1736年），召试丙辰博学鸿词科二甲。授翰林院庶吉士，改翰林院编修。曾督学河南。